# Nevoeiro (álbum)
Nevoeiro é o álbum de estréia do guitarrista brasileiro Faiska.
O álbum foi lançado em 1990 em formato LP (Vinil), e remasterizado para CD em 2006.
O disco é todo instrumental e autoral (exceto a música I.G.T., de autoria de Mozart Mello)

## Faixas
Todas faixas compostas por Faiska, exceto onde anotado.
1. Nevoeiro - 5:56
2. Funk Blues - 6:09
3. Rita - 6:34
4. Dreg’s - 2:45
5. A.H - 6:32
6. Arame Farpado - 6:08
7. I.G.T - 5:56 (Mozart Mello)

## Créditos
- Faiska - guitarra
- Celso Pixinga – baixo
- Carmelo Fornelli – baixo
- Lis de Carvalho – teclado
- Jota Resende – teclado
- Sandro Haick – bateria
- Albino Infantozzi – bateria
- Mané Silveira – saxofone